# Sojuz TM-30
Sojuz TM-30 (také MirCorp) je označení ruské kosmické lodi, ve které odstartovala ke 14leté ruské kosmické stanici Mir opravárenská mise. Jednalo se o 28. základní expedici na Mir, tedy o poslední k této stanici. Hlavním cílem bylo opravit problémy s tlakem a špatnou orientací solárních panelů.

## Posádka
- Sergej Zaljotin (1) velitel – RKA
- Alexandr Kaleri (3) palubní inženýr – RKA

V závorkách je uveden dosavadní počet letů do vesmíru včetně této mise.